# Amphoe Senangkhanikhom
Amphoe Senangkhanikhom (Thai: อำเภอ เสนางคนิคม) ist ein Landkreis (Amphoe – Verwaltungs-Distrikt) im Norden der Provinz Amnat Charoen. Die Provinz Amnat Charoen liegt im östlichen Teil der Nordostregion von Thailand, dem so genannten Isan.

## Geographie
Benachbarte Amphoe sind vom Osten aus gezählt: die Amphoe Chanuman und Mueang Amnat Charoen der Provinz Amnat Charoen, sowie die Amphoe Thai Charoen und Thai Charoen in der Provinz Yasothon.

## Geschichte
Senangkhanikhom wurde am 15. Dezember 1975 zunächst als Unterbezirk (King Amphoe) eingerichtet, indem die fünf Tambon Senangkhanikhom, Rai Si Suk, Phon Thong, Nong Hai und Na Wiang vom heutigen Amphoe Mueang Amnat Charoen abgetrennt wurden. 
Am 1. April 1983 wurde Senangkhanikhom zum Amphoe heraufgestuft.
Im Jahr 1993 war Senangkhanikhom einer der Landkreise, die von Ubon Ratchathani abgetrennt wurden, um die neue Provinz Amnat Charoen zu schaffen.

## Verwaltung

### Provinzverwaltung
Amphoe Senangkhanikhom ist in sechs Tambon („Unterbezirke“ oder „Gemeinden“) eingeteilt, die sich weiter in 58 Muban („Dörfer“) unterteilen.
| Nr. | Name            | Thai      | Muban | Einw.  |
| --- | --------------- | --------- | ----- | ------ |
| 01. | Senangkhanikhom | เสนางคนิคม | 15    | 12.710 |
| 02. | Phon Thong      | โพนทอง    | 10    | 05.576 |
| 03. | Rai Si Suk      | ไร่สีสุก     | 09    | 05.286 |
| 04. | Na Wiang        | นาเวียง    | 09    | 06.620 |
| 05. | Nong Hai        | หนองไฮ    | 09    | 06.483 |
| 06. | Nong Sam Si     | หนองสามสี  | 06    | 04.271 |

### Lokalverwaltung
Es gibt zwei Kommunen mit „Kleinstadt“-Status (Thesaban Tambon) im Landkreis:
- Siri Senang (Thai: เทศบาลตำบลสิริเสนางค์) bestehend aus Teilen des Tambon Senangkhanikhom.
- Senangkhanikhom (Thai: เทศบาลตำบลเสนางคนิคม) bestehend aus Teilen des Tambon Senangkhanikhom.

Es gibt fünf Kommunen mit „Kommunalverwaltungsorganisation“-Status (Tambon-Verwaltungsorganisationen) im Landkreis:
- Phon Thong (Thai: องค์การบริหารส่วนตำบลโพนทอง) bestehend aus dem kompletten Tambon Phon Thong.
- Rai Si Suk (Thai: องค์การบริหารส่วนตำบลไร่สีสุก) bestehend aus dem kompletten Tambon Rai Si Suk.
- Na Wiang (Thai: องค์การบริหารส่วนตำบลนาเวียง) bestehend aus dem kompletten Tambon Na Wiang.
- Nong Hai (Thai: องค์การบริหารส่วนตำบลหนองไฮ) bestehend aus dem kompletten Tambon Nong Hai.
- Nong Sam Si (Thai: องค์การบริหารส่วนตำบลหนองสามสี) bestehend aus dem kompletten Tambon Nong Sam Si.